# Аньюань (Ганьчжоу)
Аньюа́нь (кит. упр. 安远, пиньинь Ānyuǎn) — уезд городского округа Ганьчжоу провинции Цзянси (КНР).

## История
В эпоху Южных и северных династий, когда эти места находились в составе государства Лян, в 544 году южная часть уезда Юйду была выделена в отдельный уезд Аньюань. После объединения китайских земель в империю Суй уезд Аньюань был в конце VI века вновь присоединён к уезду Юйду, но после смены империи Суй на империю Тан уезд Аньюань был в 788 году образован вновь. После монгольского завоевания и образования империи Юань уезд Аньюань был в 1287 году присоединён к уезду Хуэйчан, но в 1310 году был воссоздан снова.
После образования КНР в 1949 году был создан Специальный район Ганьчжоу (赣州专区), и уезд вошёл в его состав. В ноябре 1949 года Специальный район Ганьчжоу был расформирован, и был создан Ганьсинаньский административный район (赣西南行署区). 17 июня 1951 года был упразднён Ганьсинаньский административный район и воссоздан Специальный район Ганьчжоу. В мае 1954 года Специальный район Ганьчжоу был переименован в Ганьнаньский административный район (赣南行政区). В мае 1964 года Ганьнаньский административный район был снова переименован в Специальный район Ганьчжоу. В 1970 году Специальный район Ганьчжоу был переименован в Округ Ганьчжоу (赣州地区).
Постановлением Госсовета КНР от 24 декабря 1998 года Округ Ганьчжоу был преобразован в городской округ; это постановление вступило в силу с 1 июля 1999 года.

## Административное деление
Уезд делится на 8 посёлков и 10 волости.

## Экономика
Развито сельское хозяйство, в том числе выращивание съедобных грибов.